# 하이베이 티베트족 자치주
하이베이 티베트족 자치주(해북 티베트족 자치주, 티베트어: མཚོ་བཡྣང་བོད་རིགས་རང་སྐྱོང་ཁུལ 초장 티베트족 자치주, 중국어: 海北蔵族自治州, 병음: Hǎiběi Zàngzú Zìzhìzhōu)는 중화인민공화국 칭하이성에 위치하는 자치주의 하나이다.
자치주는 지구급의 민족구역자치 단위의 일종으로, 본 자치주는 칭하이 성 북부에 위치한다. 티베트어로 "초 (Mtsho)"란 중국명 "칭하이호"로 알려진 초티소르 호(Mtsho-khri-shor Rgyal-mo)를, "장(byang)"이란 "북쪽"을 의미하며, 합쳐서 "초티소르 호의 북쪽"을 의미한다. 중국명 "하이베이"는 그 의미를 축약한 말이다. 티베트족이 이 주의 구역자치의 주체 민족이지만, 후이족이 구역자치의 주체 민족인 먼위안 후이족 자치현(門源回族自治県)도 있다.

## 지리
칭하이 성 동북쪽에 위치해, 북쪽에서 동쪽으로 걸쳐 간쑤 성과 경계를 접하며, 남쪽은 하이둥 지구, 시닝 시, 하이난 티베트족 자치주, 서쪽은 하이시 몽골족 티베트족 자치주와 접한다. 하이난 티베트족 자치주와의 경계에는 거대한 초티소르 호(약칭은 "푸른 호수"를 의미하는 초온 호(mtsho sngon po), 몽골명은 「후후노르」, 중국명 칭하이 호는 이 약칭의 의역이다)가 펼쳐진다. 자치주 인민 정부는 하이옌 현(海晏県) 시하이 진(西海鎮)에 소재한다.

## 역사
1953년 12월 31일 하이베이 티베족 자치구가 설치되어 1955년 하이베이 티베트족 자치주라고 개칭했다.

## 인구

### 하이베이의 민족 구성 (2000)
| 민족     | 인구   | 비율   |
| -------- | ------ | ------ |
| 한족     | 94,841 | 36.63% |
| 후이족   | 79.190 | 30,58% |
| 티베트족 | 62.520 | 24,15% |
| 몽골족   | 13.087 | 5,05%  |
| 투족     | 7.806  | 3,01%  |
| 사라족   | 901    | 0,35%  |
| 기타     | 577    | 0,23%  |

## 행정 구역

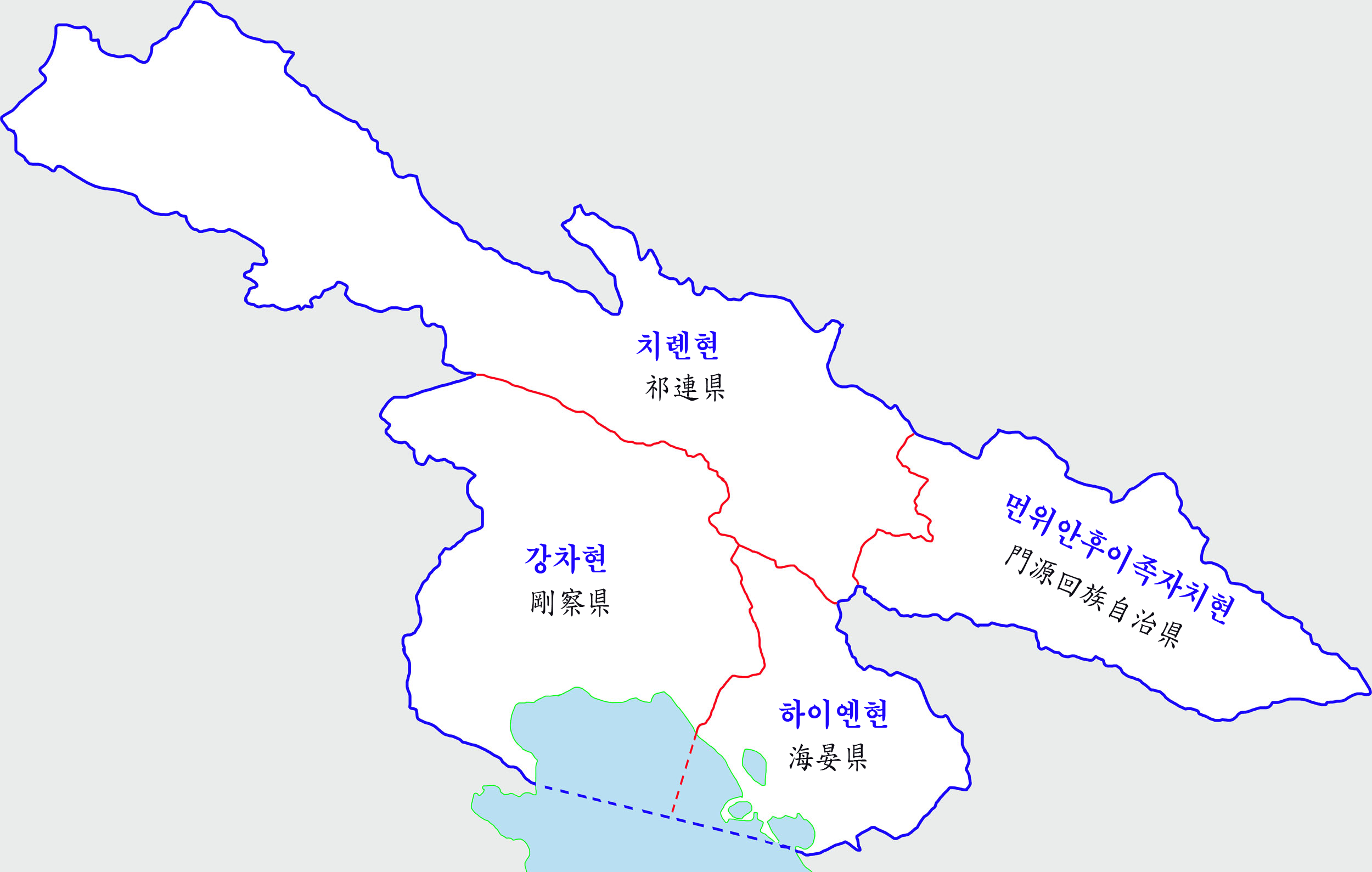
하이베이티베트족자치주의 행정구역도

하이베이 티베트족 자치주는 3개의 현, 1개의 자치현을 관할한다. 하위 행정구역으로 진은 10개, 향은 18개, 민족향은 3개가 있다.
- 현
  - 하이옌 현(海晏県)
  - 치롄 현(祁連県)
  - 강차 현(剛察県)
- 자치현
  - 먼위안 후이족 자치현(門源回族自治県)